# Campionats del món de ciclocròs de 1990
Els Campionats del món de ciclocròs de 1990 foren la 41a edició dels mundials de la modalitat de ciclocròs i es disputaren el 3 i 4 de febrer de 1990 a Getxo, País Basc. Foren tres les proves disputades.

## Resultats
| Prova         | Or               | Plata              | Bronze              |
| Cursa elit    | Henk Baars       | Adrie van der Poel | Bruno Lebras        |
| Cursa amateur | Andreas Büsser   | Miroslav Kvasnicka | Thomas Frischknecht |
| Cursa júnior  | Eric Boezewinkel | Jérôme Chiotti     | Niels van der Steen |

## Classificacions

### Classificació de la prova elit
| Pos. | Ciclista           | País           | Temps           |
| ---- | ------------------ | -------------- | --------------- |
|      | Henk Baars         | Països Baixos  | 1 h 03 min 14 s |
|      | Adrie van der Poel | Països Baixos  | + 0:05          |
|      | Bruno Lebras       | França         | + 0:05          |
| 4    | Frank van Bakel    | Països Baixos  | + 0:05          |
| 5    | Paul De Brauwer    | Bèlgica        | + 0:05          |
| 6    | Pascal Richard     | Suïssa         | + 0:05          |
| 7    | Radomír Šimůnek    | Txecoslovàquia | + 0:05          |
| 8    | Karel Camrda       | Txecoslovàquia | + 0:09          |
| 9    | Beat Breu          | Suïssa         | + 0:15          |
| 10   | Roger Honegger     | Suïssa         | + 0:52          |

### Classificació de la prova amateur
| Pos. | Ciclista            | País           | Temps       |
| ---- | ------------------- | -------------- | ----------- |
|      | Andreas Büsser      | Suïssa         | 48 min 27 s |
|      | Miloslav Kvasnička  | Txecoslovàquia | + 0:12      |
|      | Thomas Frischknecht | Suïssa         | + 0:15      |
| 4    | Edward Piech        | Polònia        | + 0:18      |
| 5    | Edward Kuyper       | Països Baixos  | + 0:23      |
| 6    | Johnny Blomme       | Bèlgica        | + 0:27      |
| 7    | Richard Groenendaal | Països Baixos  | + 0:30      |
| 8    | Frank Groenendaal   | Països Baixos  | + 0:41      |
| 9    | Dieter Runkel       | Suïssa         | + 0:42      |
| 10   | Peter Hric          | Txecoslovàquia | + 0:43      |

### Classificació de la prova júnior
| Pos. | Ciclista            | País              | Temps       |
| ---- | ------------------- | ----------------- | ----------- |
|      | Erik Boezewinkel    | Països Baixos     | 41 min 51 s |
|      | Jérôme Chiotti      | França            | + 0:12      |
|      | Niels van der Steen | Països Baixos     | + 0:16      |
| 4    | Jiří Pospíšil       | Txecoslovàquia    | + 0:23      |
| 5    | Dariusz Gil         | Polònia           | + 0:37      |
| 6    | Erwin Vervecken     | Bèlgica           | + 0:54      |
| 7    | Tim Kroll           | Alemanya de l'Est | + 1:19      |
| 8    | Yannick Holweck     | França            | + 1:19      |
| 9    | Roman Jordens       | RFA               | + 1:32      |
| 10   | Patrick Flamm       | RFA               | + 1:33      |

## Medaller
| Pos. | País           | Or | Plata | Bronze | Total |
| 1    | Països Baixos  | 2  | 1     | 1      | 4     |
| 2    | Suïssa         | 1  | 0     | 1      | 2     |
| 3    | França         | 0  | 1     | 1      | 2     |
| 4    | Txecoslovàquia | 0  | 1     | 0      | 1     |